# Castello di Grosmont
Il castello di Grosmont è un castello in rovina nel villaggio di Grosmont, nel Monmouthshire, nel Galles. La fortificazione fu eretta dai Normanni sulla scia dell'invasione dell'Inghilterra nel 1066, per proteggere la strada dal Galles a Hereford. Forse commissionato da William FitzOsbern, I conte di Hereford, era originariamente un progetto di terrapieno con difese in legno. Nel 1135, in risposta a una grande rivolta gallese, il re Stefano riunì il castello di Grosmont e le sue fortificazioni sorelle di Skenfrith e il castello bianco per formare un feudo noto come i "Tre Castelli", che continuò a svolgere un ruolo nella difesa della regione dall'attacco gallese per diversi secoli.
Re Giovanni diede il castello a un potente funzionario reale, Hubert de Burgh, nel 1201. Nel corso dei decenni successivi passò in mano a diversi proprietari, tra cui Hubert, la famiglia rivale de Braose, e la Corona. Hubert ricostruì il castello in pietra, iniziando con una nuova sala e poi, riconquistando la proprietà nel 1219, aggiungendo una cortina muraria, un corpo di guardia e torri murali. Nel 1233, un esercito reale accampato fuori dal castello fu attaccato dalle forze ribelli al comando di Riccardo il Maresciallo. Edmondo Plantageneto, I conte di Lancaster, ottenne il possesso del castello nel 1267, che rimase nelle mani della contea e poi del ducato di Lancaster fino al 1825.
La conquista del Galles da parte di Edoardo I nel 1282 rimosse gran parte dell'utilità militare del castello di Grosmont, anche se fu assediato nel 1405 durante l'insurrezione di Glyndŵr. Nel XVI secolo era caduto in disuso e rovina. Il castello è stato affidato alle cure dello stato nel 1922 ed è ora gestito dall'ente Cadw per la protezione del patrimonio architettonico gallese.

## Storia

### XI–XII secolo

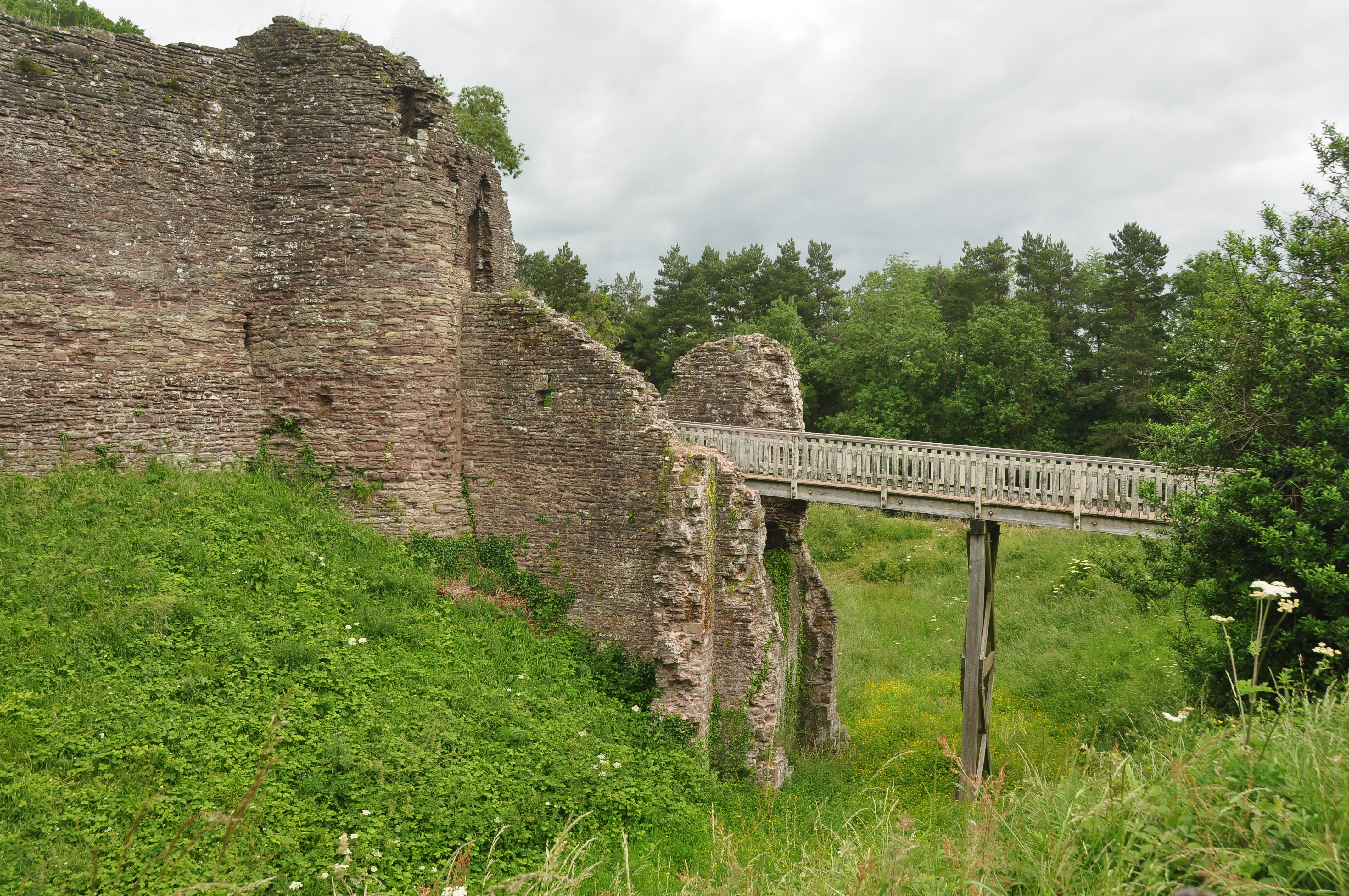
Fosso, ponte moderno e portineria in rovina

Il castello di Grosmont fu costruito dopo la conquista normanna dell'Inghilterra nel 1066. Poco dopo l'invasione, i Normanni si spinsero nelle Marche gallesi e Guglielmo il Conquistatore diede a William FitzOsbern il titolo di conte di Hereford. Il nuovo conte ampliò la sua tenuta conquistando le città di Monmouth e Chepstow. I Normanni usarono ampiamente i castelli per sottomettere i gallesi, stabilire nuovi insediamenti ed esercitare le loro pretese di signoria sui territori.
Grosmont era una delle tre fortificazioni costruite nella valle del Monnow in questo periodo per proteggere la rotta dal Galles a Hereford, forse dallo stesso conte. Il primo castello del sito fu costruito in terra e legno, con un mastio e una motta protetti da una palizzata e da un fossato. I Normanni stabilirono un borgo accanto al castello, che in seguito divenne il villaggio di Grosmont.
Le proprietà terriere del conte nella regione furono lentamente distrutte dopo che il figlio di William FitzOsbern, Roger de Breteuil, si ribellò alla Corona nel 1075. All'inizio del XII secolo, Grosmont era di proprietà del nobile anglo-normanno Pain fitzJohn. Nel 1135 ebbe luogo una grande rivolta gallese e in risposta il re Stefano ristrutturò i possedimenti terrieri lungo questa sezione delle Marche, riportando il castello di Grosmont e le sue fortificazioni sorelle di Skenfrith e il castello bianco sotto il controllo della Corona per formare una signoria nota come i "Tre castelli".
Il conflitto con i gallesi continuò e, dopo un periodo di distensione sotto Enrico II negli anni 1160, le famiglie de Braose e de Mortimer attaccarono i loro rivali gallesi durante gli anni 1170, portando a un assalto gallese al vicino castello di Abergavenny nel 1182. In risposta, la Corona preparò Grosmont ad affrontare un potenziale attacco gallese. Nei tre anni successivi, furono spese £15 per il castello sotto la supervisione di Ralph di Grosmont, un funzionario reale, probabilmente per i lavori sulle fortificazioni in legno.

### XIII–XVII secolo

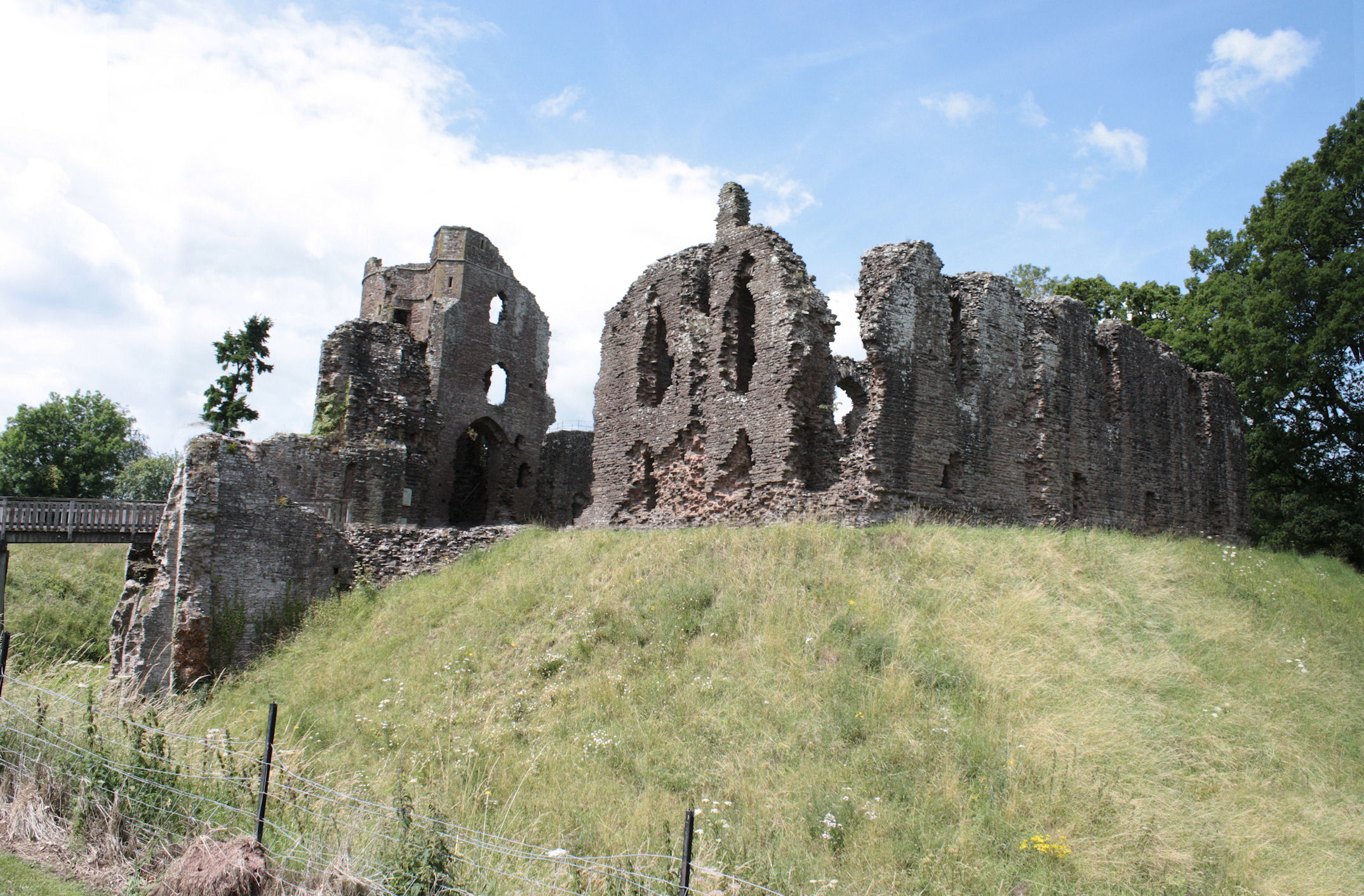
La sala, vista da sud-est

Nel 1201, il re Giovanni diede il feudo dei "Tre castelli" a Hubert de Burgh. Hubert era un proprietario terriero minore che era diventato il ciambellano della famiglia di Giovanni mentre era ancora un principe, e divenne un funzionario reale sempre più potente una volta che re Giovanni ereditò il trono. Hubert iniziò a migliorare i suoi nuovi castelli, a cominciare da Grosmont, dove ricostruì la sala grande in pietra. Hubert fu catturato combattendo i francesi nel 1205 e, mentre era imprigionato, re Giovanni riprese i castelli e li diede a Guglielmo de Braose, uno dei rivali di Hubert. Re Giovanni successivamente litigò con Guglielmo e lo espropriato delle sue terre nel 1207, ma il figlio di de Braose, chiamato anche Guglielmo, colse l'occasione del caos durante la Prima guerra dei baroni per riprendere i castelli.
Una volta liberato dalla prigionia, Hubert riprese il potere, diventando il giustiziere reale ed essendo nominato Conte di Kent, prima di recuperare definitivamente i Tre castelli nel 1219 durante il regno di Enrico III. Riprese il suo lavoro a Grosmont, ricostruendo le pareti di legno in pietra e aggiungendo tre torri murali e un corpo di guardia alle sue difese. Il risultato è stato un alloggio sicuro e di alto livello. Hubert perse il potere nel 1232 e fu privato dei castelli, che furono posti sotto il comando di Walerund Teutonicus, un servitore reale. Re Enrico guidò un esercito in Galles nel 1233 contro il ribelle Riccardo il Maresciallo, III conte di Pembroke, e i suoi alleati gallesi, e quel novembre si accampò fuori dal castello di Grosmont. Riccardo effettuò un attacco notturno al loro accampamento e, pur non prendendo il castello stesso, costrinse il resto dell'esercito del re a fuggire confuso.

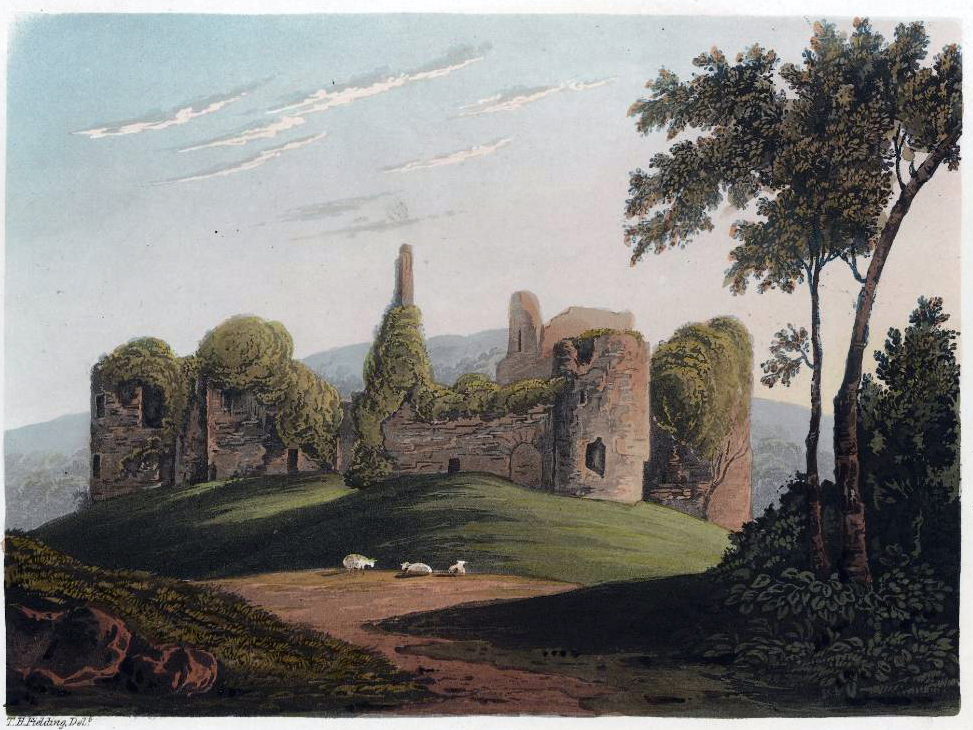
Raffigurazione del castello nel 1823, di Theodore Fielding

Hubert si riconciliò con il re nel 1234 e i castelli gli furono restituiti, solo per lui che litigò di nuovo con il re Enrico III nel 1239: Grosmont fu ripreso e posto sotto il comando di Walerund. Walerund completò alcuni dei lavori di Hubert, inclusa la costruzione di una nuova cappella. Nel 1254, il castello di Grosmont e le fortificazioni di sua sorella furono concesse al figlio maggiore di re Enrico e futuro re, Edoardo I. La minaccia gallese persistette e nel 1262 il castello fu preparato in risposta all'attacco del principe Llywelyn ap Gruffudd ad Abergavenny nel 1262; comandato dal suo connestabile Gilbert Talbot, Grosmont ricevette l'ordine di essere presidiato "da ogni uomo, ea qualunque costo". La minaccia è passata senza incidenti.
Edmondo Plantageneto, I conte di Lancaster e capitano delle forze reali in Galles, ricevette i Tre castelli nel 1267 e per molti secoli furono detenuti dalla contea, e futuro ducato, di Lancaster. La conquista del Galles da parte di re Edoardo I nel 1282 rimosse gran parte dell'utilità militare di Grosmont, ma, sotto Enrico di Lancaster o suo figlio Enrico, l'interno del castello fu modernizzato nella prima metà del XIV secolo per creare una suite di appartamenti di alta qualità. Intorno al castello è stato mantenuto un parco dei cervi. Lo storico Jeremy Knight descrive il castello in questo momento come "una residenza piccola ma molto confortevole".
L'ultimo ruolo militare del castello fu durante la rivolta di Owain Glyndŵr all'inizio del XV secolo. Ci fu una battaglia tra i gallesi e Richard de Beauchamp, XIII conte di Warwick vicino a Grosmont nel 1404, che portò a una vittoria inglese. Il castello fu assediato l'anno successivo dal figlio di Owain, Gruffudd, ma il castello fu sollevato da una forza inglese inviata dal principe Enrico V. Nel 1538, il castello di Grosmont era caduto in disuso e poi in rovina; un'indagine del 1563 rileva che il suo ponte era crollato e che, sebbene le pareti esterne fossero intatte, l'interno era in degrado e i suoi materiali da costruzione all'interno erano stati rimossi o erano marci. Una descrizione del 1613 notava che era "in rovina e decadente".

### XVIII–XXI secolo
Nel 1825, le tenute dei Tre Castelli furono vendute a Henry Somerset, il sesto duca di Beaufort. Nel 1902, Henry Somerset, il IX duca, vendette il castello di Grosmont a Sir Joseph Bradney, un soldato e storico locale. Nel 1909 furono fornite prove alla Royal Commission on the Ancient and Historical Monuments of Wales, affermando che Grosmont era eccezionalmente ben curato. La gestione del castello fu affidata allo stato nel 1922 da Frances Lucas-Scudamore e furono eseguiti lavori di conservazione, incluso lo sgombero del seminterrato del blocco nord dai detriti. Nel XXI secolo, il castello di Grosmont è gestito dall'organizzazione per il patrimonio gallese Cadw ed è protetto dalla legge britannica in qualità di monumento classificato di I grado di interesse storico culturale.

## Architettura

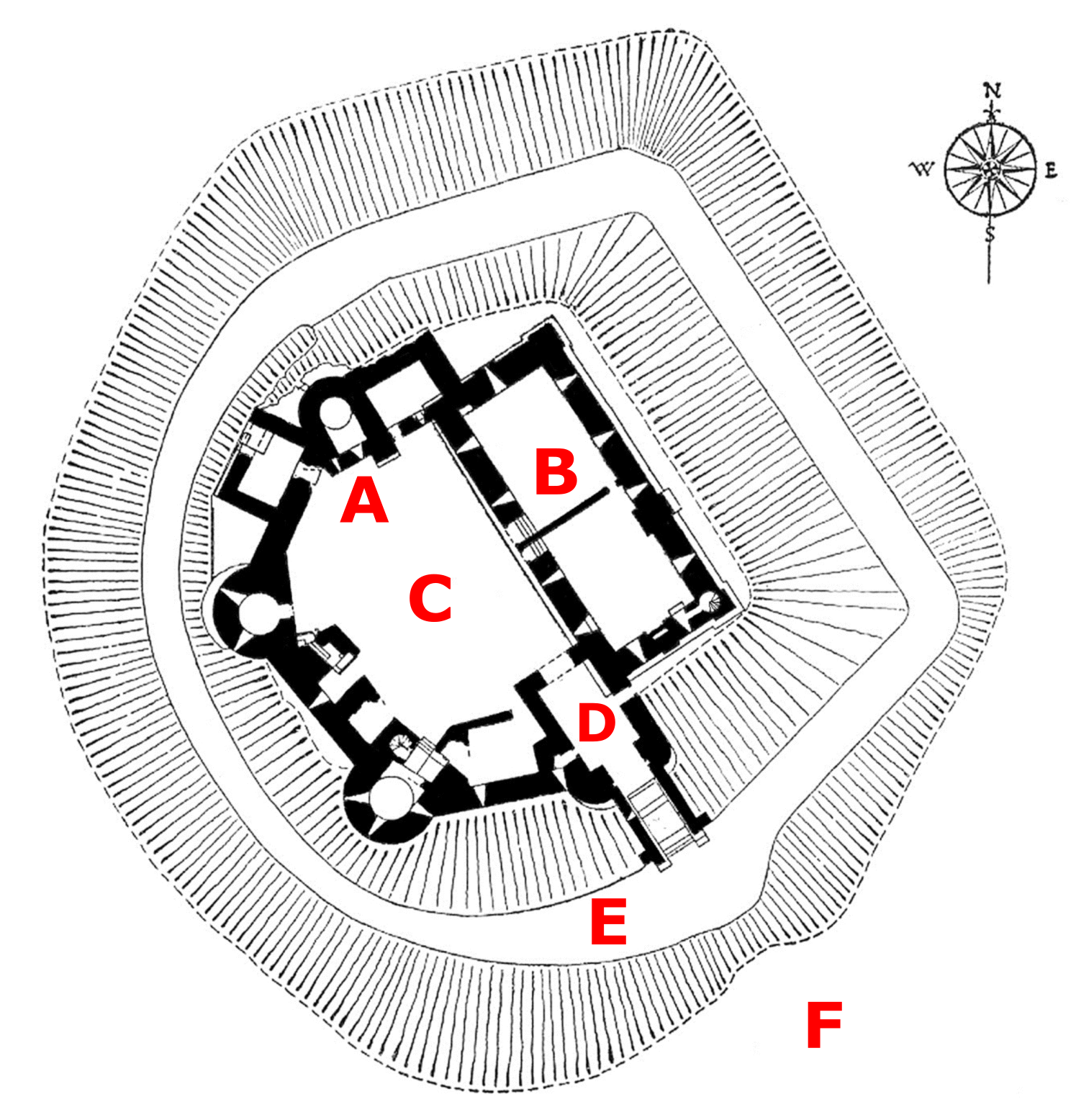
Pianta del castello: A – blocco nord; B – sala grande; C – cortile interno; D – corpo di guardia; E – fossato; F – sito del cortile esterno

Il castello di Grosmont domina l'omonimo villaggio e nella sua forma attuale risale principalmente al lavoro svolto da Hubert de Burgh con aggiunte successive del XIV secolo. Originariamente comprendeva un cortile interno e uno esterno, ma quest'ultimo è stato invaso dai giardini locali. Il cortile esterno avrebbe ospitato un magazzino rettangolare o una stalla. Il cortile interno forma un castello in pietra con un corpo di guardia, due torri murarie circolari, un androne e un corpo di alloggi a nord, il tutto protetto da un fossato. In origine altri edifici in legno sarebbero stati eretti contro il muro di pietra esterno come alloggio per la servitù del castello, ma di questi sopravvivono solo poche tracce.
Il corpo di guardia era originariamente una torre rettangolare a due piani con aggiunte del XIV secolo, tra cui un fossato del ponte levatoio con contrafforti, ma ora ne sopravvivono solo alcune parti. La torre sud-occidentalefu trasformata in una suite di tre piani nel XIV secolo; il suo seminterrato è stato riempito. Anche la torre ovest a tre piani è stata modificata nel corso del XIV secolo e il basamento è stato riempito. Il blocco nord è principalmente un'aggiunta trecentesca al castello, costruita sui resti di una delle torri circolari e dell'antica postierla. Si compone di tre edifici distinti, il più grande è una torre residenziale di tre piani. Il blocco presenta un caratteristico camino ottagonale con sommità intagliata.
Il blocco del corridoio è un edificio a due piani con pilastri e contrafforti, 96 per 32 piedi (29,3 per 9,8 m) di traverso, con i piani originariamente collegati da una scala a chiocciola. Il primo piano dell'isolato conteneva l'androne e un vano solare separati da un tramezzo in legno; la sala aveva un camino al centro della parete esterna, con due grandi finestre ai lati. Il piano terra aveva due locali di servizio illuminati da strette finestre ad anello. Una scala esterna in legno avrebbe portato direttamente nel salone principale dal cortile interno. Il blocco sarebbe stato molto simile alla sala di de Burgh al castello di Christchurch nel Dorset.

## Galleria d'immagini

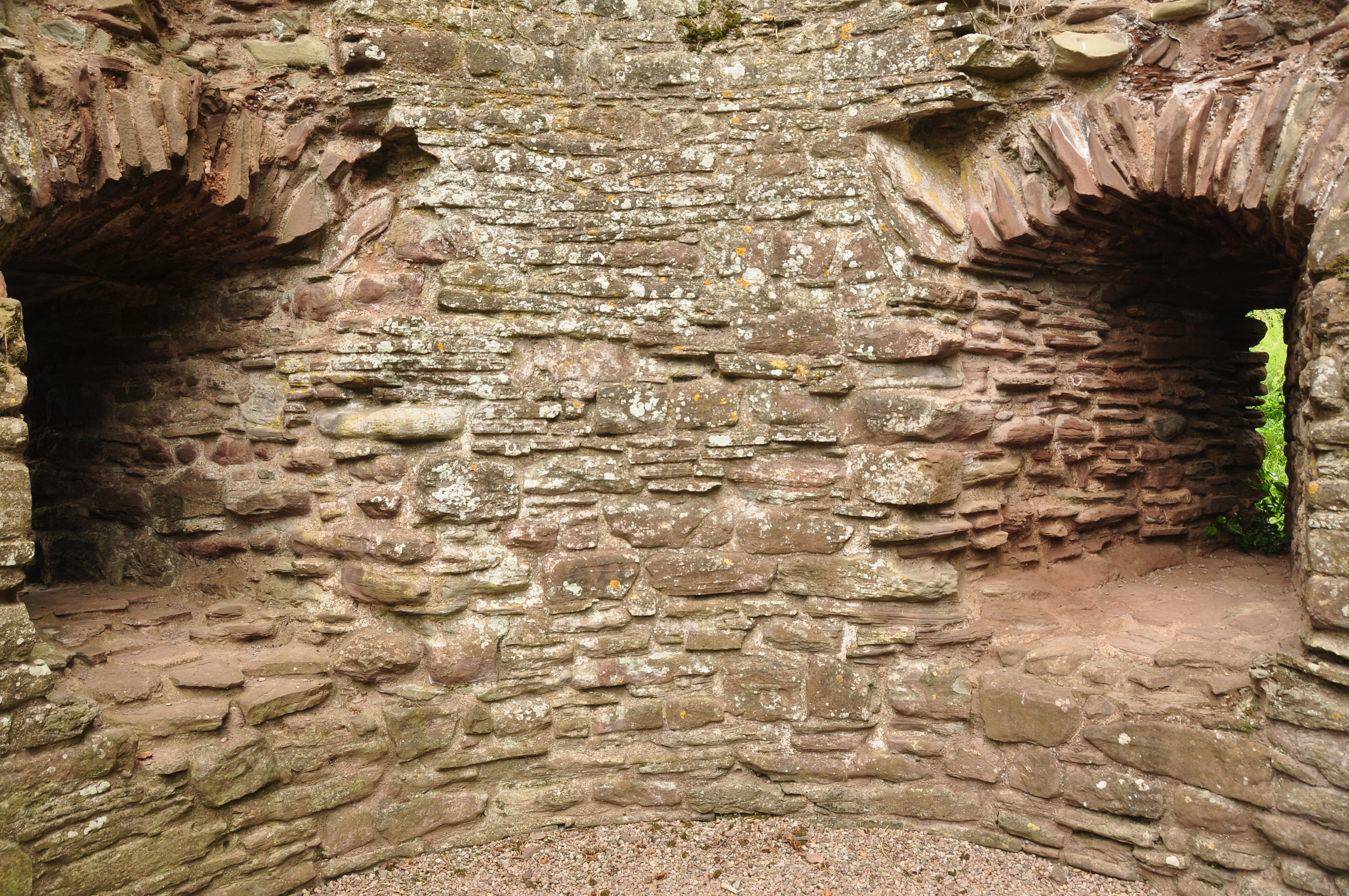
Interno della torre ovest;
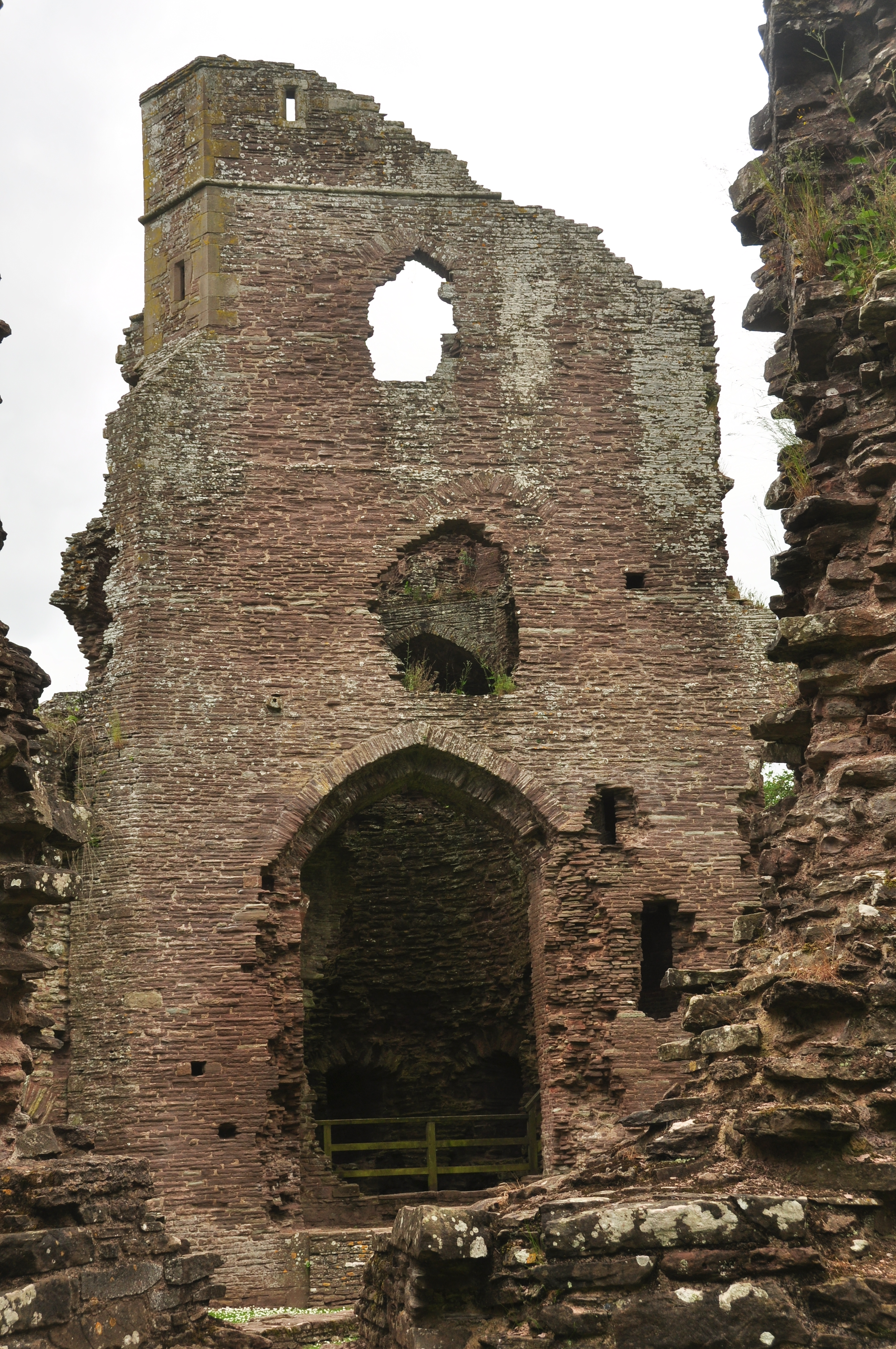
ingresso della torre sud-occidentale
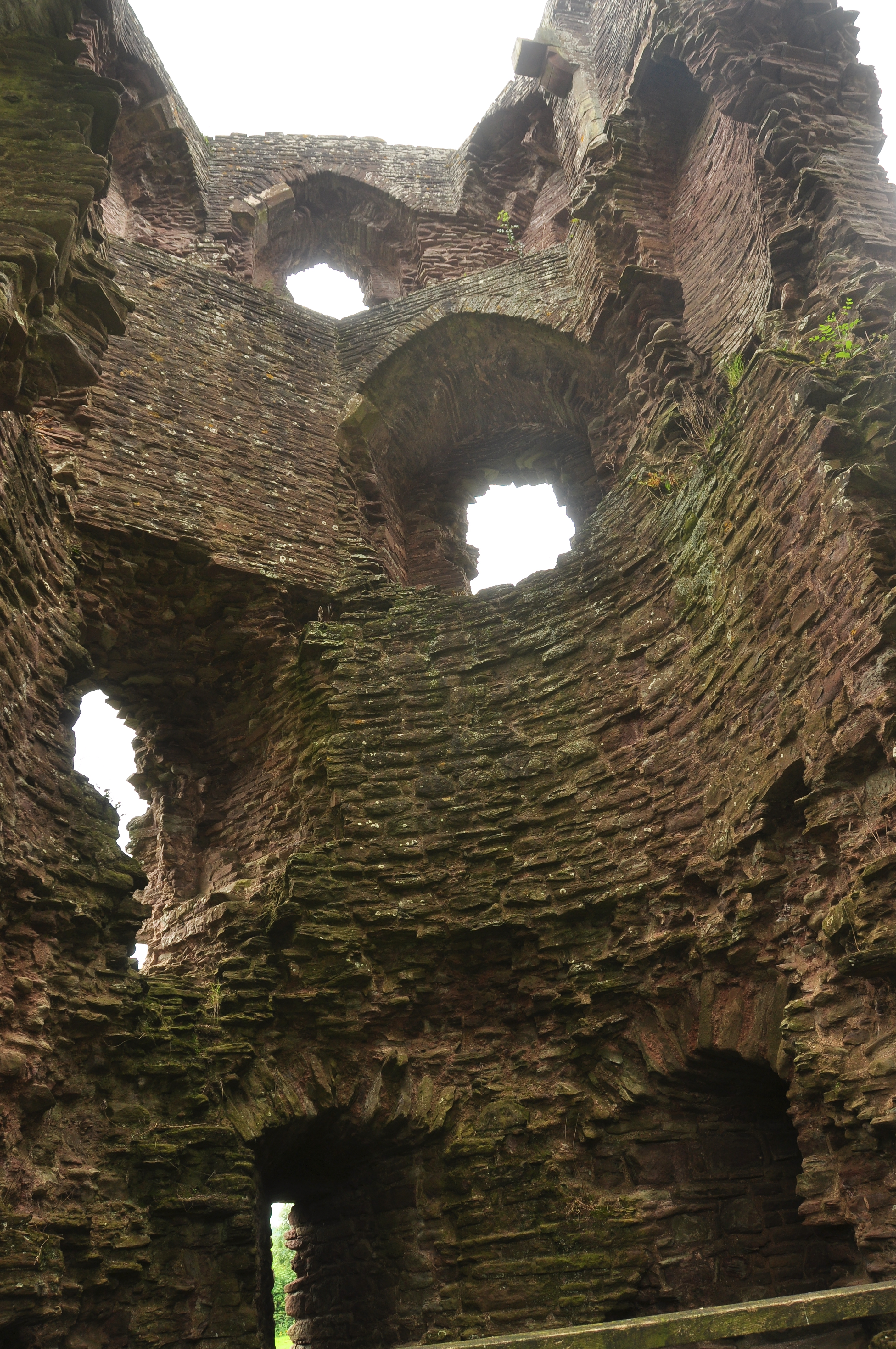
Interni della torre sud-occidentale
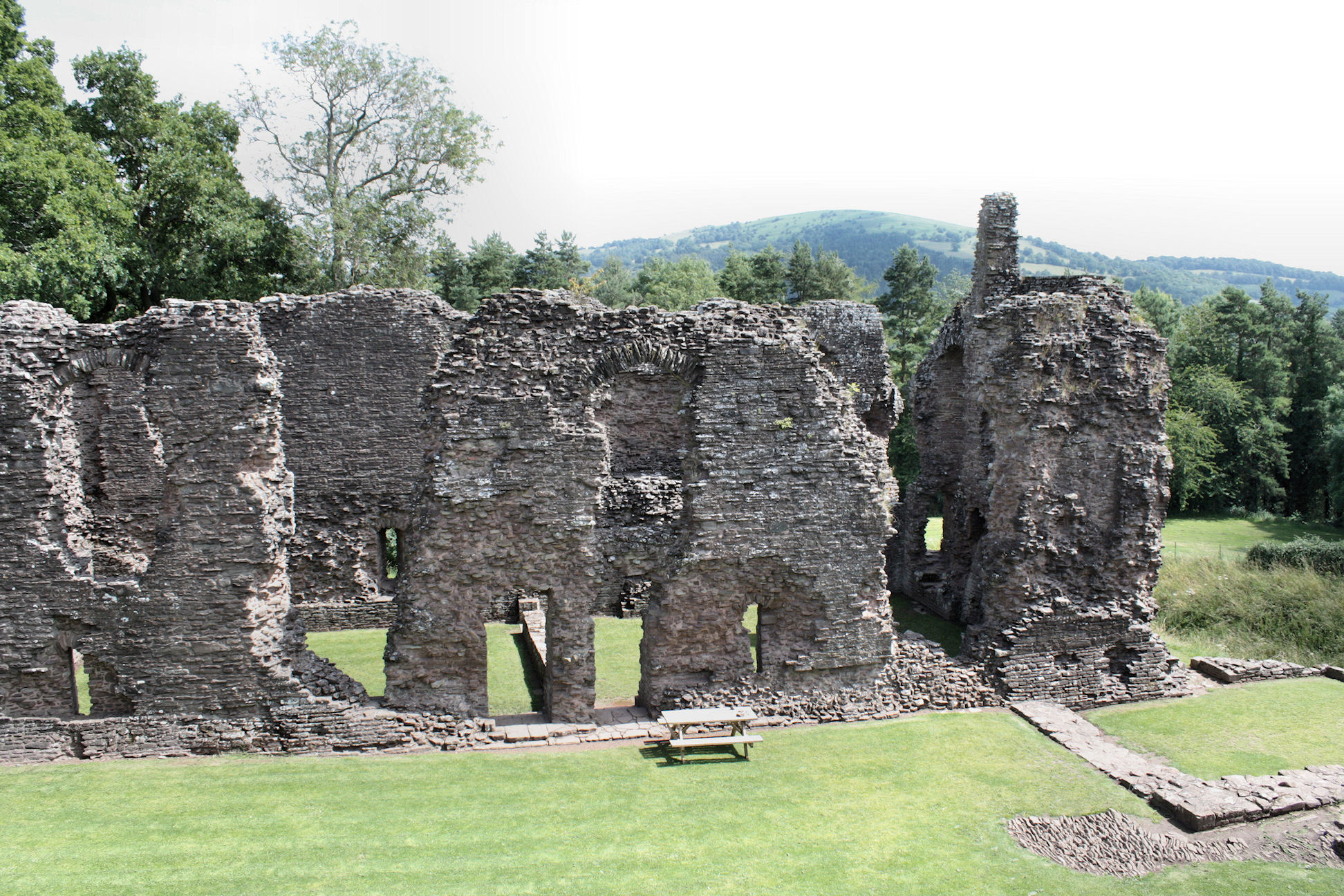
Sala gamma;
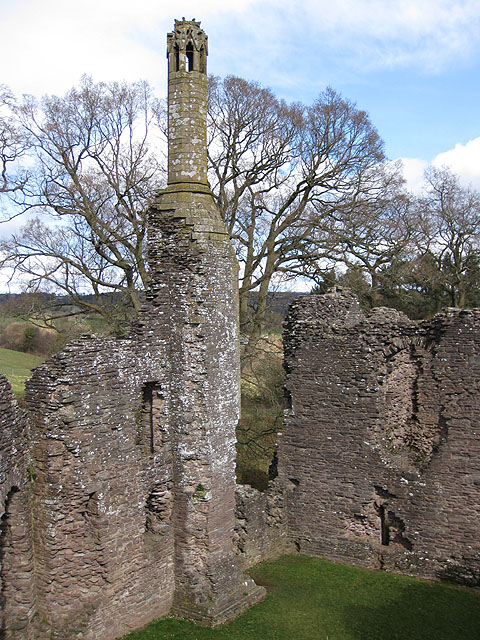
Camino del XIV secolo nel blocco nord.

### Esplicative
1. ↑  È complicato confrontare le cifre finanziare medievali con le equivalenti moderne. Ad esempio, il reddito medio annuo di un barone del periodo era intorno alle £200.[10]

### Bibliografiche
1. ↑  Knight 2009, pp. 3-4.
2. ↑  Knight 2009, p. 3.
3. ↑  Davies 2006, pp. 41-44.
4. 1 2 3  Knight 2009, p. 4.
5. 1 2   Grosmont Castle, su cadwpublic-api.azurewebsites.net, Cadw.
6. 1 2 3 4 5  Knight 2009, p. 17.
7. ↑  Radford 1958, p. 1.
8. ↑  Knight 2009, p. 5; Holden 2008, p. 143.
9. 1 2  Knight 2009, p. 5.
10. ↑  Pounds 1994, p. 147.
11. 1 2  Knight 2009, p. 7.
12. 1 2  Knight 2009, p. 7;  F. J. West, Burgh, Hubert de, earl of Kent (c.1170–1243), justiciar, su oxforddnb.com, Online, Oxford University Press, 2008.
13. 1 2  Radford 1962, p. 4; Knight 2009, p. 7.
14. ↑  Knight 2009, p. 9.
15. ↑  Knight 2009, pp. 8-9.
16. 1 2 3 4  Knight 2009, pp. 10-11.
17. 1 2  Knight 2009, p. 10.
18. 1 2 3 4 5  Knight 2009, p. 11.
19. ↑  Knight 2009, p. 12; Taylor 1961, p. 174.
20. 1 2 3  Knight 2009, p. 13.
21. 1 2  Knight 2009, p. 14.
22. 1 2  Knight 2009, p. 15.
23. ↑  Royal Commission on Ancient Monuments in Wales and Monmouthshire 1912, pp. 60-61.
24. ↑  Knight 2009, pp. 15, 23;  Cadw, Grosmont Castle Ruins, su britishlistedbuildings.co.uk, British Listed Buildings. URL consultato il 28 ottobre 2017.
25. ↑  Knight 2009, p. 24.
26. ↑  Knight 2009, p. 20.
27. ↑  Knight 2009, p. 21.
28. ↑  Knight 2009, p. 22.
29. ↑  Knight 2009, p. 23.
30. ↑  Knight 2009, pp. 23-24.
31. 1 2  Knight 2009, pp. 18-19; Radford 1958, p. 2.
32. ↑  Knight 2009, pp. 18-19.
33. ↑  Knight 2009, p. 18.
34. ↑  Knight 2009, p. 19.